# Kotschya bullockii
Kotschya bullockii är en ärtväxtart som beskrevs av Bernard Verdcourt. Kotschya bullockii ingår i släktet Kotschya och familjen ärtväxter. Inga underarter finns listade i Catalogue of Life.